# 実録三億円事件 時効成立
実録三億円事件 時効成立（じつろくさんおくえんじけん じこうせいりつ）は、1975年（昭和50年）11月22日に公開された日本映画。小川真由美・岡田裕介主演、石井輝男監督。製作は東映東京撮影所。

## 概要
1968年（昭和43年）12月10日に起こった三億円事件をヒントに、架空の犯人像を想定して犯行を再現する。

## キャスト
- 向田孝子：小川真由美
- 西原房夫：岡田裕介
- 久住みどり：絵沢萠子
- 西原を見た主婦：浜田ゆう子
- おせい婆さん：田中筆子
- 松宮よし子：松平純子
- 捜査一課長：近藤宏
- 日本信託銀行国分寺支店長代理：中田博久
- 捜査一課長：田島義文
- 捜査一課長・課長代理：河合絃司
- 証券会社人事課長：南廣
- 青野刑事：滝沢双
- 大島：杉義一
- 中田資金係長：土山登士幸
- 巡査：福岡正剛
- 松田アキオと会っていたオカマ：六本木吉野
- 年輩の刑事：相馬剛三
- 眼鏡の主婦：山本緑
- 高橋係員：亀山達也
- 機動隊小林部長：山田光一
- 日本信託銀行国分寺支店行員：木村修
- 関谷運転手：横山繁
- 110番立川公室員：山下則夫
- ヤクザ風の男：津森正夫
- 古川係員：岡本八郎
- 主婦：岡久子
- 多摩平の主婦：松井紀美江
- 公室員：森祐介
- 主婦：宗田千枝子
- 刑事部屋の刑事：山浦栄
- 会議室の刑事：佐川二郎
- 日本信託銀行国分寺支店行員：打越章之
- 銭湯の従業員：八百原寿子
- 自宅に来る刑事Ａ：五野上力
- 自宅に来る刑事Ｂ：畑中猛重
- 川崎松子：章文栄
- 遠藤康子：冬木みどり
- 遠山：田中邦衛
- 葛木正男：金子信雄

以下ノンクレジット
- 競馬場の男：沢田浩二、高月忠
- 記者：美原亮三
- 刑事・カメラマン：泉福之助
- 銀行員：高野隆志

## スタッフ
- 企画：太田浩児、坂上順
- 原作：清水一行『時効成立』
- 監督：石井輝男
- 脚本：小野竜之助、石井輝男
- 撮影：出先哲也
- 録音：広上益弘
- 照明：川崎保之丞
- 美術：藤田博
- 音楽：鏑木創
- 編集：祖田富美夫
- 助監督：福湯通夫
- 記録：勝原繁子
- スチール：遠藤努
- 進行主任：東一盛
- 装置：小早川一
- 装飾：田島俊英
- 美粧：住吉久良蔵
- 美容：石川靖江
- 衣装：河合啓一
- 演技事務：山田光男
- 現像：東映化学

## 製作

### 企画
数々の便乗企画を産み出した岡田茂東映社長（当時）が、1975年（昭和50年）12月10日に公訴時効が成立する三億円事件を世間が再注目することを見越し、急遽石井輝男に製作を指示して作らせたキワモノ中のキワモノ企画。社会的に話題となった企画として『新幹線大爆破』と本作は、この年の岡田社長肝煎り二大企画で、岡田社長命令だった。ノンクレジットであるが岡田茂が総責任プロデューサーである。また製作発表時の新聞記事に「東映実録映画」と書かれたものがあり、1973年の『仁義なき戦い』以降に敷いた東映実録路線のうち、実録ヤクザでない実録映画の一つ。
1975年5月12日に東京有楽町交通会館のスカイラウンジで『新幹線大爆破』の製作会見が行われた際にも本作を「作るのか?」と記者から質問が出て、岡田社長は1975年夏の映画誌のインタビューで「12月に封切る。番組のアヤ（変化）をつける意味ではいい企画だ。空手アクションかなんかの二本立てで、カチッとした番組にするよ。ポルノ度の強いのをやる考えだ」と話し、1975年6月中旬、映画化を正式に決めた。
映画タイトルは1975年8月27日の記者会見で、岡田社長が秋以降の番組発表を行った際は『三億円強奪・時効成立』（『三億円強奪／時効成立』）だった。つまり警察は犯人を時効までに捕まえられないと想定する大胆なタイトルであった。岡田社長は「時効が迫った三億円事件を事件が時効になる12月に封切る。実録タッチと推理でガッチリゆく」と、捜査陣の焦りの気持ちに逆行するような発言をした。
　

### 脚本
原作との関係
映画公開まで時間がなく資料調べに大わらわで、坂上順、太田浩児、石井輝男、小野竜之助が中心としたプロジェクトチームを編成。本職の社会記者に交じり、慣れない夜討ち・朝駆けもした。警視庁、新聞社などから情報収集、犯行現場の聞き込みなどを行った。この事件にかかる膨大な資料の中から東映独自で犯人像を推理し、これが当時『週刊現代』に連載中だった清水一行の『時効成立』の犯人像と一致したことから自信を得た東映は、清水から原作の映画化権と調査機関の資料を買い取って万全を期した。『時効成立』は『週刊現代』に連載中で、まだ一冊の本として纏まってはなかったが、『時効成立』の取材ノートを素に脚本の小野と石井で独自の犯人像を創作、当時警視庁が内偵中の容疑者数人をミックスした犯人像を想定し、逃亡生活と捜査を交錯させながら描くという方向性が決まった。但し石井自身は「原作というのはない」と話している。
この『時効成立』の犯人のモデルは実在の人物がおり、警察が重要容疑者として絞っていた4人のうち、元捜査官で当時、興信所を開いている人物から、このうちの一人の資料を調べた結果、状況証拠が揃っていて、石井が岡田社長と相談し、岡田から「外れるかも分からないが、自信を持ってこいつが犯人と割り切ってやれ」と指示され、原作とは別に東映流の真犯人を決めてかかった。1975年夏から小野が単独で書いていた脚本は、資料を全部ブチ込んでいたため300枚ぐらいあったが、石井は遅れて脚本に参加し180枚の映画台本に切った。6月以降の情報収集の段階で、警視庁が恐ろしいほどの捜査力を見せつけられ、関係者の話を聞いても犯人は分からないという見方が多く、時効になる可能性が高いと判断し、タイトルに『時効成立』を入れた。

### 事件報道のエスカレート
時効成立まで100日を切った1975年秋あたりから、「海外にいる当時18歳の少年が容疑者」「中年のテストドライバーから犯人の手記を手に入れた」「事件そのものが警察の謀略」「七十年安保を前にして、多摩地区に住む過激派学生洗い出しのためのアパートローラー作戦の口実」など、事件の真相と称し、新聞、週刊誌などが洪水のように書き立てて、テレビドラマや芝居、レコードにまで波及した。犯人はスター扱いだった。キワモノ企画だけに、もし12月10日までに犯人が逮捕された場合、時効が成立した場合、原作とまるで違うイメージの犯人が現れた場合など予想がつかないので、いろいろな場合を想定し、差し換えることも検討していた。映画公開前に犯人が捕まるようなことになれば、当然『時効成立』というタイトルは使えず、或いは公開中にまるで違うイメージの犯人が逮捕されたり、映画の内容があまりに的外れの場合は、公開中止や打ち切りされる恐れもありリスキーな映画であった。
三億円事件の発生当時は、小説や映画的発想、庶民の発想からすれば夢や希望がいっぱいの事件だった。ところが時効が迫った数ヵ月前から捜査の経過がジャンジャン公表されるし、小説だけでも4、5本あった。マスメディアから「時効寸前に真犯人が挙げられたらどうするのか心配だね」といわれたが、岡田社長は「封切りまでに手を加える用意をしている。その時にどうするか、そこが東映の変わり身の早さをいかんなく発揮できる」「変り身の早い東映としてキワモノ勝負で負けない、後塵を拝せない」などと豪語していた。坂上順プロデューサーは「捜査の進展によっては脚本の大巾直しも有り得ます。でも時効一ヵ月前がリミットでしょう。直前に逮捕されたら、作り変えるなんて不可能。そのときは全て無に帰することになります。われわれの首も吹っ飛ぶかも」などと話した。

### キャスティング
犯人役は当初は渡瀬恒彦、中尾彬、沖雅也らが候補に挙がっていた。犯人は賭け事が好きで、女にだらしない当時30歳の男性と同棲中の35歳の情婦と設定し複数犯とした。この男女を演じるのが岡田裕介と小川真由美で、この賭け事好きで、女にだらしない"やさ男"をイメージし、「ウチ（東映）でそのイメージにぴったりの役者は誰だ？」となり、関係者が衆議一決したのが「社長の息子だ!」であった。岡田茂はそれを聞き、息子の悪役に難色を示し、岡田裕介も最初は乗り気でなかったが、岡田裕介は「企画はかなりハチャメチャである。場合によっては無一文の映画になってしまうからである。しかしこのバクチに惚れて、私は参加することに決めた」と事件に強い興味を持っていたため、主演・犯人役を承諾した。岡田がキャスティングされたのは1975年9月で、岡田は現地にも出向いて自分なりに調査し企画にも参加したと述べており（ノンクレジット）公開直前の映画誌に自身の推理を掲載している。文の最後は「最後に犯人よ、あと少しだ！ ガンバリたまえ！（こんなことを、言ってはいけないかな…）」と結んでいる。
岡田茂と岡田裕介親子は、自宅で酒を飲んで夜中に怒鳴り合い大ゲンカする仲。岡田茂は労働組合と毎年二回やりあい「声のデカさでは日本一の社長」の折り紙つきで、東京杉並の中級住宅地にある岡田邸は深夜、度々迫力のある親子げんかが行われた。岡田裕介はオヤジを「あいつとのケンカは毎度のことだからね。早い話、ヤツは独裁制を敷くし、ボクは融和政策を執る。うちの親子は、やりたければ勝手にさせろという関係だからね。今回だってヤツが陰のプロデューサーであることは分かりきっているんだが、会っても知らんぷりだよ」と話した。1974年6月頃、海援隊の楽曲をモチーフにした『海援隊・母に捧げるバラード』（鈴木清順監督予定だった）を岡田裕介主演で製作予定だったが、岡田裕介が「こんなホン（脚本）で誰が出るか！」とオヤジに言い放って企画が潰れた。1975年の東映のお盆映画は、有名な『トラック野郎・御意見無用』だが、当初この枠で予定に挙がっていたのは岡田裕介主演・檀ふみ共演の『華麗なる大ドロボウ』（山下耕作監督予定だった）だったのだが、岡田茂が「お盆映画にしては弱すぎる」と製作を無期延期した。『トラック野郎・御意見無用』は『華麗なる大ドロボウ』の代役映画と見られる。また1975年3月に公開された『まむしと青大将』（中島貞夫監督）は、岡田裕介が「『鳩子の海』の撮影で忙しい」と出演を拒否し、代役が立てられた。本作は息子の二勝一敗で迎えた第四戦で、オヤジは「オレは絶対（息子）に出演交渉しない」とダンマリ戦術を決め込んでいたが、岡田裕介が相手役に仲のいい小川真由美が決まったと聞いて、岡田裕介からオヤジに「やらせて欲しい」とアプローチをかけた。岡田裕介は東映映画初出演。「真犯人はこういう男とはっきり打ち出すとオヤジの考えが分かったから出演を承諾した。ダメな男が、一生に一度大勝負を賭けた。後ろには年上の女が重要な役を果たしている。女と男のメルヘンになるのなら、と準備稿に注文を付けたよ。オレにとっては役者生命がかかっているからね。七割程度、脚本も書き直しになるのじゃないの」などと話し、どちらが独裁者なのか分からない強気の姿勢を貫いた。岡田茂はムスコの主演が決まった翌日、東映本社屋上の稲荷神社で、秘かにヒット祈願をした。
刑事の葛木正男は平塚八兵衛をモデルにしたもので、岡田社長が石井の異常性愛路線の常連俳優で、当時コロンボ刑事の吹き替え声優として有名になっていた小池朝雄を起用する案を出したが、石井が同じ東映東京撮影所のヒットシリーズだった『警視庁物語』に描かれている刑事より、もっと人間くさい人をという考えから金子信雄をキャスティングした。

### 製作発表
時効まで二ヵ月を切った1975年10月13日に東映本社会議室で製作会見があり、岡田社長ら関係者が数人が出席。オヤジが総プロデューサーで、息子が主演という珍しい映画の記者会見で、一風変わった妙な会見になった。この時点ではキャストは主役の二人・小川真由美と岡田裕介しか正式に決まっておらず、この頃製作されたポスターの出演者は「小川真由美/岡田裕介・ほか」と書かれており、俳優の出席は小川と岡田裕介だけだった。会見場のバックボードには、「七年間の推理を覆えして…東映捜査陣が12.10を目指して追いつめた真実！ 主演 小川真由美 岡田裕介 ほか豪華映画演劇（劇の表記は虍＋刂）陣」などと書かれた。三億円事件の時効成立が迫り、マスコミ、世論の関心は過熱する一方だったが、東映では時効成立という観点に立って独自の犯人像を追求し、推理の主流だった「単独犯説」を真っ向否定、ぐうたらなギャンブル好きの男と、その男を動かした女、つまり男女二人が犯人、共犯と設定、これが東映捜査陣が突き止めた犯人像だという形で世に突き出すと説明された。
岡田社長から「この映画の製作発表に際して私は一面で難しいキワモノとして時効前には作りたいと思っていた。キワモノと見られるかもしれないが、タイムリーな企画で勝負するのが東映の真骨頂だ。東映があの犯人はこれだのテーマで作って今日その犯人が出ると困る。清水一行氏の原作小説では、知能的な女とグウタラな男のからみになっているが、それに我社の調べた独自のものを加え、犯人検挙は有り得ないという自信を得たので、時効が成立する前後に東映捜査の犯人をつき出そうというわけで製作に踏み切ることにした。実録とフィクションの交錯した作品になるが、動機づけの問題、犯行に至るモメントで一部脚本の手直しがあるが基本方針は変わらない。石井監督の手で立派なものにしたい」などと話した。
岡田社長が「小川（小川真由美）さん扮する女が強奪プランを練るというシナリオに一家言あり、製作発表が遅れました。小川さんも、なかなかうるさい女優さんで、この映画は小川さんみたいなうるさい女優さんでないと務まらんよ。なぜ女が事件に加担しなければいけないかなど、脚本内容について今まで話し合っていた」と小川を紹介したら、小川が「何だか、私一人が台本に注文を付けているみたいですが..女がイニシアティブを取った犯行ということで..好きな男のために何でもやるという魅力的な女をやるわけですから、魅力ある台本を作ってもらわないと」と食って掛かり、これに岡田裕介が「こういう話はじっくり話し合わなくては」と助け舟を出し、思わぬ息子と小川の共同戦線に岡田茂のいつものダミ声の突撃ラッパが湿りがちになった。小川が「どうして私が犯行に関係しなければいけないの。テーマがはっきりしてない」などと脚本にケチを付け、小川の出演決定まで内輪もめがあった。会見の前に岡田裕介と小川が社長室で「二人がどうして三億円を必要とするのか必然性がない」などと岡田社長と喧喧諤諤の議論を2時間に渡って行い、結局、撮影しながら改訂を重ねていくことで妥協点を見出した。岡田社長は「今週（10月）15日頃にはクランク・インする。製作中、もしくは封切前後に真犯人があがった場合は、改訂せざるを得ないだろう。封切配収は3億円と言いたいところだが、2億1000万か2億2000万円位を目標にしている。カンが当たれば大成功、本件が解決したら半減だ。然し変り身の早い東映だ、絶対上映中止はしない」と話した。総製作費1億9000万円。
石井監督は「実話とフィクションを交錯した難しい作品なので、ロジカルだけでなく感情もある。東映的な解釈ができているし、事件の判っている部分は重視し、事件をリアルに再現するため、ロケ地も実際に事件が起こった府中で行う」などと話した。
一時間の製作会見の後、主役の二人が突然「役を降りたい」と記者団に訴える前代未聞の会見になった。岡田裕介が「問題にならんのだよ。役を降りる降りないの騒ぎになってる」とペロッと喋ったため、記者団に追及され、内幕をぶちまけた。岡田裕介は会見前夜も徹夜で、プロデューサーを交えて話し合い、会見前にも岡田社長やプロデューサー、監督に脚本の改訂を要求したと話し、「要するに脚本がぜんぜん書けてないんだ。犯人は年上の情婦とぐうたら男で、一生に一度のドデカいことをやるんだが、"起"の部分で女が全然止めないのはおかしい。中盤の強奪決行はまあ事件そのままでいいんだが、後半、三億円犯人が二億一千万の種馬を買い、その馬が死んで、三億円はオシャカ。金の使う時の怖さやスリル、馬に保険を掛けていたかどうかも書いてない。これでは事件をなぞっただけだからね。まず男が『やりたい』というと、女は止めて止めて止め抜かなくちゃあ。そしてやむを得ず加担するが、いざ、実行、三億円を手にした時、今度は女がイニシアティブを執るように変身すると思うんだ。そして、三億円は例えばオケラになっても、この夫婦には何か、夫婦愛のようなものが残らなくちゃ映画じゃないよ。七年間、一生懸命逃げた犯人の心境だよ、必死だよ」と訴え、小川真由美も「映画の犯人像は、女性がイニシアティブを執ったという点での新しい解釈は面白いと思いますが、それにははっきりとした動機付けがいると思うんです。例えば、女が死んだ馬に保険をかけていたという案もあるんですが、三億円の有無にかかわらず、事件を通して、夫婦が事件前と違った夫婦に成長、ハッピーエンドにならなくちゃね。みんな苦しんでいるのよ。難しい素材だから」などと話し、二人で徹頭徹尾、年上女房の夫婦愛を強調した。息子の思わぬ反撃に岡田社長はダンマリだった。

### 撮影
一応、台本は完成していたが、犯人の行動だけを追った内容で、マスメディアによる事件の報道合戦が凄く、新事実が続々出てくるため台本が変わり、スタッフ・キャストに毎日二、三枚のコピーを配りながら撮影した。またそれも現場で書き換えられることも多かった。小川真由美からの注文で、台詞や動きをその場で変えることもあったという。小川真由美と金子信雄は共に文学座出身の舞台俳優であるが、金子の方が大分先輩なのに、小川が私の主演映画に出させてやるみたいな態度で金子に接し、二人が仲が悪く撮影が大変で、その分二人とも意地の張り合いで大熱演した。撮影も佳境に入った11月上旬に実際の捜査でハワイに出国していた疑惑の男が浮かび、スタッフをビックリさせたが、今さら引くに引けず強行製作。「こんなにヒヤヒヤさせられるのなら、もっと早く公開しとけばよかった」と余りにキワものを狙いすぎたことを悔やんだ。　
犯行現場である府中刑務所裏での撮影は、1975年11月7日午前7時から大雨注意報が出て土砂降りの当地、第六監視塔前で行われた。10月末からいつでもロケ出来るよう態勢を整えていたが、事件当日のような土砂降りにならず、二週間以上の天気待ち。公開に間に合うのか焦った。11月7日に待望の大雨となり、岡田裕介は朝自宅でオヤジに「早く行け！」とせきたてられた。資料に基づき犯人が使ったヤマハのオートバイを改造した白バイや日産セドリックを準備。大雨警報も出て通勤の車のラッシュも重なりロケ現場は大騒ぎとなった。雨ガッパにゴム靴と重装備の石井監督がハンドマイクで「オーイ、車を止めろ車を！人もだ」などとスタッフを怒鳴り、忙しい時間に通行止めをくらったドライバー、通行人はブーブー。イメージより雨が少なく、ポンプとホースで水を増量させている。スタッフ・キャストは下着まで濡れたが恵みの雨に大喜びだった。登校中の小学生から「おじさんたちズブ濡れで何してるの？」と不思議がられた。

## 逸話
- 主演の岡田裕介は1970年の東宝『赤頭巾ちゃん気をつけて』が大ヒットして一躍東宝の若手青春スターになり[37][38][39]、女性ファンも付き、当時の週刊誌にもよく取り上げられ、それらの記事には必ず父親は東映の幹部と書かれたため、岡田裕介が岡田茂の息子と誰でも知っていた[22][23][39][40][41][42][43][44]。東映の看板俳優は複数年契約など種類もあるが、それ以外の役者は一年ずつの契約更新だった[34]。専属俳優の契約更改の正否は演技課長を介して撮影所長の決裁を受け、本社の岡田茂社長のもとへ至る[34]。東映の契約俳優は他の芸能事務所所属の俳優と違い、気安さもあって監督やベテランスタッフから人前でも「このド下手！」とこき下ろされる存在[34]。当然社長の息子と現場で絡む本作では、専属俳優にとっては、仕事の出来不出来がそのまま更改条件の直接的評価になりかねない変な気分で、演り辛い現場であったと、本作で金子信雄の部下の刑事を演じた五野上力は話している[34]。

## 同時上映
- 『激突! 合気道』
  - 監督：小沢茂弘
  - 出演：千葉治郎、千葉真一他

※1975年8月27日に東映本社で行われた記者会見で、1975年10月～12月の確定番組について岡田社長より発表があり、その時点では『実録三億円事件 時効成立』は、三億円事件の時効成立日と同じ、1975年12月10日公開の予定とし、併映は窪園千枝子主演『潮吹きマダム・愛の遍歴』(山口和彦監督)と発表されていた。『潮吹きマダム・愛の遍歴』が製作中止になったことで、本作と『脱走無期殺人囚』(『強盗放火殺人囚』)が入れ替わり、『強盗放火殺人囚』の併映は『潮吹きマダム・愛の遍歴』の替わりに予定になかった田口久美主演『東京ディープスロート夫人』（向井寛監督）に変更になった。この年は新路線開拓を狙った夏の超大作『新幹線大爆破』の大コケの影響で、岡田社長が自ら東映下半期のラインナップを洗い直し再検討を行ったため、予定していた映画の変更がかなりあった。

## 宣伝

### キャッチコピー
巨大な警察捜査陣一億二千万人の推理を覆えして！ 東映特別捜査班が遂に挙げた真犯人…!? 日本映画史上、空前絶後の大型《完全犯罪》がいよいよ12月10日に成立する、と東映が独自の推理で真犯人を暴いた等と強調する宣伝がなされた 。『月刊ビデオ&ミュージック』は「三億円事件の中に映画で見たい部分はない。だからこの企画は非常に危険じゃないかと考えている。しかしコピーを読むと東映特別捜査班が真犯人を推理して挙げているとすれば興味は湧いてくるね。その点ではこのコピーはなかなか知能犯だと思う。企画そのものには『新幹線大爆破』のテツを踏む恐れがあり、興行的な危険度がある。そこをどう克服するかがこの企画のポイントだった。東映という会社は、やくざとエロが表看板だからつい見落としがちだが、松竹や東宝がかなり管理社会的な映画づくりをしているとき、一番自由な映画づくりを推進していて、映画そのものに生き生きとした奔放さがあるんだな。その自由さがコピーづくりにもハッキリ現れて、他社に差をつけているんだと思う」と評した。一部の広告に有名な三億円事件のモンタージュ写真に岡田裕介の顔写真をはめ込んだ合成写真も使用された。
公開前日のサンケイスポーツには「あと19日！時効成立99％の裏側で遂に事件核心へ！ 11万人の容疑者すべてがシロ！…だが 真犯人はこゝにいた！ 単独犯行説を真ッ向から否定した東映実録が問題の12月10日に向けて叩きつける衝撃的《複数犯行》の全貌――！」とコピーを作って煽った。

### キャンペーン
岡田裕介が革ジャンパーにヘルメットの白バイ警官に扮して、ジュラルミンのトランクなどの小道具も用意し、札幌、名古屋、博多等、全国各地へ三億円犯人スタイルで出没するという人騒がせなキャンペーンを行った。札幌へ行く日には、その三億円犯人スタイルの格好で羽田空港から飛行機に乗り込み、異様な姿に乗客や空港関係者をビックリさせ、ジュラルミンのトランクを荷物預かりに預け係員を困らせた。封切り初日の1975年11月22日午後一時過ぎには、渋谷東映へ三億円犯人スタイルでオートバイを乗りつけた。岡田裕介が劇場前でお客の呼び込みをしたが、映画とはいえ、時効前に時効を成立してしまったとあってNHK『スタジオ102』が慌てて、ハンドカメラを持って取材に駆け付け、劇場前は大騒ぎになった。2019年4月18日、NHK BSプレミアムで放送された『ダークサイドミステリー』「三億円事件解決せず“昭和の死角”の謎1968-75」で映画になったと紹介されたシーンで映されたのはこのときの映像。岡田裕介は「役者としては目いっぱいやったし大満足。ただ、何といってもきわもの映画、早くいえばドロボウの話でしょう。客足が心配でね」と話した。
タイトルがタイトルだけに最後まで慎重を極め、東映社内での試写も1975年11月21日に初めて行われた。試写に招待された平塚八兵衛は「事件発生当時の模様などをよく調べて再現している」と感心していた。
　

## 興行
マスメディアからは『新幹線大爆破』同様、東映ファンに馴染みにくい企画ではないかという見方や三億円事件の犯人は大衆から憎まれていないし、各人が犯人像を勝手に作り上げていて、それが映画に出てくる犯人とどう違うかという興味を持たれているので、従来の東映ファンとは多少違うがヒットに結びつくのではないか、などの予想があった。

## 作品の評価

### 興行成績
初日成績は中程度で、岡田社長は「映画はいい出来だったが、まあこんなものだろう」と話した。初日成績からの試算では最終的な総配収は4億2000万円と予想されたが、トータルでの正確な数字は不明。岡田社長が陣頭指揮に乗り出して以降、1975年9月、10月、11月と例年各社とも成績は伸びないが、東映ひとり前年比を大巾に改正する進撃ぶりで、上半期にシブい顔の岡田社長もニコニコ。自身で立てた目標配収45億円を2～3億円上回り、岡田のワンマン体制がより一層強固なものになった。

### 批評家評
吉田伊知郎は「それぞれ事件に思い入れがあったからこそ、どう描くべきか、演じるべきかを真剣に論じ合うことで、予想外に上出来の映画になった」と評価している。